# Олімпійський комітет Алжиру
Олімпійський комітет Алжиру (араб. اللجنة الأولمبية الجزائرية, фр. Comité Olympique Algérien, англ. Algerian Olympic Committee) — організація, що представляє Алжир у міжнародному олімпійському русі. Заснований 18 жовтня 1963 року, офіційно зареєстрований в МОК 27 січня 1964 року.
Штаб-квартира розташована в Алжирі. Є членом Міжнародного олімпійського комітету, Асоціації національних олімпійських комітетів Африки та інших міжнародних спортивних організацій. Здійснює діяльність по розвитку спорту в Алжирі.
Комітет очолює Рашид Ханіфа, пост генерального секретаря займає Зеху Гхидуш.